# Upplands runinskrifter 1153
Upplands runinskrifter 1153 är en försvunnen vikingatida runsten i Bärby, Simtuna socken och Enköpings kommun. Ristningen är inte signerad, men det är troligt att runristaren Erik utfört den.

## Inskriften
Translitterering av runraden:
[unu...r + raisti + stin + þina + aftir + kamal + buruþur + sin]
Normalisering till runsvenska:
Unnu[lf]ʀ(?) ræisti stæin þenna æftiʀ Gamal, broður sinn.
Översättning till nusvenska:
Unnulv reste denna sten efter Gammal, sin broder.